# 變質帶

在 Scottish Highlands 的變質帶，1912年地質學家 George Barrow 首次鑒定。圖内皆為 Barrow 變質系列的變質帶。只有 Aberdeen 以北，是根據 Buchan 變質系列劃分的變質帶(红柱石及黑雲母)

變質帶（英語：metamorphic zone）是指一個地區的岩石，因爲變質作用。其礦物組合相同。 這是因為大多數變質礦物，它的生成環境有一定範圍的溫度和壓力。因此同一變質帶，有相同的變質礦物。

## 概念
在一個變質區域，變質的溫度和壓力具有橫向變化，岩石中的礦物，若與變質環境達到平衡，其礦物組成亦隨之變化。因此可由礦物組成導出變質的溫度和壓力。根據這兩個參數，可劃分變質等級。兩地區之間的等級坡度差異稱為變質梯度。連接具有相同變質等級的點的平面稱為等級面。等級面與地表的割線是地質圖上的等級線。
變質岩石中礦物成分的變化反映了岩石變質等級的差異 。代表一定變質等級的礦物稱為指標礦物。指標礦物的第一次或最後一次出現形成了一個易於識別的兩等級度綫。變質帶是兩個這樣易於識別的等級度綫之間的區域。該區域通常以該指標礦物命名。
指標礦物的形成還取決於岩石本身的成分。許多指標礦物具有復雜的化學成分。如果不是所有必要的元素都存在，即使在所需的變質溫度和壓力，指標礦物也不會生長。在繪製變質等級圖時，地質學家必須考慮原岩的岩性，即變質作用前的原始岩石。原岩主要岩性分為超鎂鐵質、鎂鐵質、長英質（或石英-長石）、泥質和鈣質。

## 變質帶類型
在不同溫度和壓力下，岩石的變質程度不一樣，形成的變質等級也不同。在逐漸增加的溫度和壓力下，形成的變質等級序列稱為變質系列，其中最常見的是巴羅維變質系列.在這一系列中，所代表的是原岩為泥質岩石，在區域變質下，隨壓力和溫度增加， 而形成的變質等級（以指標礦物命名）如下：
綠泥石 - 黑雲母 - 石榴石 - 十字石 - 藍晶石 - 矽線石
通常一個地區只能找到該系列的一部分。另一個變質系列是 Buchan 系列，代表溫度上升很快，但壓力上升相對較小的變質作用。指標礦物包括紅柱石、黑雲母和堇青石。 其變質系列為：
黑雲母 - 堇青石 - 紅柱石 - 矽線石
Buchan 變質系列通常發生在伸展環境中，例如裂谷盆地。屬接觸變質作用。
在俯衝帶的岩石所受的變質作用，屬低溫高壓型。是比較稀有類型的變質帶。有兩個變質系列，方濟會型和三葉川型。指標礦物為葡萄石-輝長岩、藍片岩或榴輝岩相礦物。